# آریل آگوئرو
آریل آگوئرو (انگلیسی: Ariel Agüero؛ زادهٔ ۱۸ اوت ۱۹۸۰) بازیکن فوتبال اهل آرژانتین است.
از باشگاه‌هایی که در آن بازی کرده‌است می‌توان به باشگاه فوتبال جیمناسیا لاپلاتا اشاره کرد.